# Maria Alexandrovna Blank
Maria Alexandrovna Blank, född 1835 i Sankt Petersburg, död 1916 i Petrograd, var en rysk lärare av volgatyskt ursprung. Bland hennes sex barn märks revolutionärerna Aleksander Uljanov och Vladimir Lenin. Hon mötte sin son Lenin i Frankrike 1902 och i Stockholm i Sverige hösten 1910.
Maria Alexandrovna Blank var dotter till läkaren Alexandr Balk. Hon växte upp på faderns egendom utanför St Petersburg, där hon fick hemundervisning, och tog en lärarexamen 1863, men gifte sig strax därefter med Ilja Uljanov, och tillbringade sitt äktenskap som hemmafru. Hon blev änka 1886 och lyckades utverka en pension.